# Pseudorthodes puerilis
Pseudorthodes puerilis là một loài bướm đêm trong họ Noctuidae.